# Osváth Miklós
Osváth Miklós (Szeged, 1935. február 3. – Salánk, 2004. július 7.) festő.

## Életútja
1951-től a Képző- és Iparművészeti Gimnáziumban végezte tanulmányait. Mesterei Ridovics László, Csebi Pogány István és Ujváry Lajos voltak. Ezt követően szabadiskolában képezte magát, ahol Fischer Ernő tanította. 1957 és 1962 között a Magyar Képzőművészeti Főiskola hallgatója volt. 1963 és 1978 között mint grafikus dolgozott az Állami Könyvterjesztő Vállalatnál grafikusa, ezután 1982-ig a Fővárosi Moziüzemi Vállalat kiállítási osztályvezetője volt. Tanulmányutat tett Ázsiában, Afrikában és több európai országban. Műveinek túlnyomó része akvarell, ezek elsősorban magyarországi tájakat ábrázolnak. A Művészetbarátok Egyesületének alapító tagja, a Krúdy Irodalmi Kör és a Hármashatár Művészeti és Irodalmi Társaság, illetve a Csokonai Irodalmi Társaság tagja volt. Több Szabolcs-Szatmár megyei város is megválasztotta díszpolgárának.

## Egyéni kiállítások
- 1981 • Nagyatád
- 1982 • Nyíregyháza
- 1983 • Dunaújváros
- 1984 • Nagykanizsa
- 1985 • Gyöngyös
- 1986 • Nyíregyháza
- 1987 • Derkovits Terem, Budapest